# Elrohir et Elladan
Elrohir et Elladan (130 T. Â.) sont des personnages du legendarium de Tolkien. Ils sont les fils de Elrond et de Celebrían et les frères d'Arwen, nés à Fondcombe. Ils sont donc les petits-fils de Celeborn, Galadriel, Elwing et Eärendil.

## Histoire
Lors de l'enlèvement de Celebrian par les Orques, ils partent à sa recherche et la retrouve torturée,. Elle partira pour Valinor peu après. Son départ bouleversera Elrohir et Elladan qui se vengeront sur les Orques. Ils sont alliés aux Dúnedain du Nord et les aident à défendre les restes de l'Arnor, après l'écroulement du Royaume du Nord.
Les « Annales des Rois et des Gouverneurs » ne donnent que quelques indications sur leurs missions constantes :
- Sous le commandement d’Arassuil (onzième capitaine des Dúnedain entre 2719 et 2784), entre 2740 et 2747 les fils d’Elrond et les Rangers combattirent les orcs qui ravageaient les régions à l’ouest des Monts Brumeux.
- En 2933, Arathorn II (quatorzième capitaine des Dúnedain), le père d’Aragorn, fut transpercé à l’œil par une flèche alors qu’il combattait les Orques avec les fils d’Elrond[7].
- Les archives rapportent qu’Aragorn a ensuite été accueilli à Fondcombe, avec sa mère, sous le nom d’Estel (« espoir ») pour garder sa lignée à Sauron secrète[8]. Mais, à l’âge de vingt ans, après de grandes actions accomplies avec les deux demi-elfes, sa véritable identité lui fut révélée et il reçut les biens de la maison d’Isildur[9].

Lorsque Frodon arrive à Fondcombe, Elrohir et Elladan chevauchaient avec les Dúnedain du Nord et rentrent en informant sur-le-champ Aragorn. Après le premier Conseil ils partent avec Aragorn rejoindre les Dúnedain. Puis ils revinrent en dernier, ils avaient fait un grand voyage, descendant la rivière Celebrant pour gagner un étrange pays mais ils n'en parlèrent qu'à Elrond.
Ils participent également à la guerre de l'Anneau en venant avec Halbarad et une compagnie de Dúnedain du Nord, nommée la Compagnie Grise, pour accompagner Aragorn, Legolas et Gimli dans les Chemins des Morts,,. Ils ont été envoyés à Aragorn par Galadriel avec les autres Dúnedain. Ils ferment la marche. Ils participent aussi à la bataille de la Porte Noire, celle de Pelargir et celle de Minas Tirith.
Ils deviennent Seigneurs de Fondcombe pendant le Quatrième Age. Ils restèrent à Fondcombe pendant le Quatrième Age avec Celeborn,. Tolkien n'a jamais dit quel fut leur choix,, mais Paul H. Kocher dit qu'ils restèrent à Fondcombe jusqu'à leur mort en ayant fait le choix de la mortalité, ce que Carol Jeffs soutient aussi.
On ne sait pas quand Fondcombe fut finalement abandonnée, mais peu de temps avant la mort d’Aragorn pendant le Q.A.. En 120, il dit à Arwen que « personne ne se promène maintenant » dans le jardin d’Elrond, indiquant que les derniers Noldor étaient partis pour Valinor.

## Description
« Et as-tu remarqué les frères Elladan et Elrohir ? Leur vêtement est moins sombre que celui des autres, et ils ont la beauté héroïque que l’on prête aux seigneurs des Elfes – ce qui n’a rien d’étonnant chez les fils d’Elrond de Fondcombe. » — Le Seigneur des Anneaux — Livre V — Chapitre 2
Leur description physique est typique des elfes : ils sont grands et élancés, avec des traits fins et harmonieux. Leur peau est pâle et lumineuse, témoignant de leur héritage elfique. Leurs yeux gris sont souvent décrits comme brillants et perçants, reflétant leur sagesse et leur noblesse. Leurs cheveux sont longs, soyeux et d'un noir profond, souvent ornés de tresses ou de joyaux. Ils ont une prestance noble et une grâce naturelle qui les distinguent des autres personnages. En tant que fils d'Elrond, seigneur de Fondcombe, ils portent également une aura de puissance et de sagesse héritée de leur lignée.
Tolkien, tout en les traitant brièvement, prend soin de souligner à plusieurs reprises leur nature hybride humain-elfique, leur n’étant pas complètement elfique. Par exemple, lorsqu’ils parcourent les Chemins des Morts avec Aragorn, l’auteur souligne que seul Legolas n’était pas effrayé par le fait de ne pas craindre les esprits des hommes. Et encore, lorsque l’armée du Gondor marche sur Ithilien en direction de Morannon, seul Legolas a la vue perçante pour voir les Nazgûl les observer constamment en vol à haute altitude.

## Étymologie
Même l’étymologie de leurs noms exprime le dualisme de leur nature.
Le nom Elrohir est d'origine sindarine. "El" signifie étoile, et "rohir" signifie chevalier ou cavalier. Ainsi, Elrohir peut être interprété comme "Chevalier des étoiles" ou "Cavalier céleste".De manière similaire, le nom Elladan est également d'origine sindarine. "El" signifie étoile, et "adan" signifie homme. Elladan peut donc être traduit comme "Homme des étoiles" ou "Étoilé".

## Origines
Ils sont les descendants des Hommes, des Elfes et d'une Maia.

## Analyse
Elrohir et Elladan sont comparés à des jumeaux divins indo-européens comparés donc à Romulus et Rémus ou aux Dioscures.

## Adaptations
Dans l'adaptation cinématographique du Seigneur des Anneaux (2003), à l'égal de Glorfindel, Elrohir et Elladan apparaissent en tant que personnage non nommés. Ils forgent Anduril à Fondcombe. Dans le fan film Born of Hope (2009), les jumeaux d'Elrond sont interprétés par Sam et Matt Kennard.
Dans Le Seigneur des Anneaux tel qu'il fut publié en 1954-1955, les jumeaux Elladan et Elrohir naissaient en l'an 139 du Troisième Âge,.
Dans Le Seigneur des Anneaux (série radiophonique de 1979), Elrohir et Elladan suivent Halbarad et viennent en aide à Aragorn. Aucun acteur n’est crédité.
Dans le Jeu de cartes à collectionner du Seigneur des Anneaux, bien qu’il n’apparaisse pas dans la série de films Le Seigneur des Anneaux, Decipher a produit une carte représentant les personnages.
Dans Le Seigneur des Anneaux Online (2007), Elladan et Elrohir sont rencontrés pour la première fois par des personnages elfes et nains dans T.A. 3016 à Ered Luin où ils voyagent pour percer le mystère du rêve prophétique de leur père. Dans l’A.T. 3018 tous les joueurs les rencontrent dans leur camp dans les Trollshaws d’où ils mènent la recherche du Cavalier Noir disparu et défendent le gué de Bruinen contre une attaque. Au début de l’année suivante, ils rejoignent la Compagnie Grise et voyagent avec les Dunedain depuis les étendues sauvages d’Eregion jusqu’aux Champs du Pelennor. Ensuite, ils voyagent avec l’Armée de l’Ouest jusqu’à la Porte Noire et combattent dans la bataille de Morannon. Plus tard, ils assistent au mariage de leur sœur Arwen à Minas Tirith.
Dans le mod Age of the Ring de la Bataille pour la Terre du Milieu II, Elrohir et Elladan sont recrutables pour la faction de Fondcombe.
Dans Le Seigneur des Anneaux : La Guerre du Nord (2011), Elrohir et Elladan ont été envoyés par leur père, Elrond, à Fornost, pour explorer la ville à la recherche d’ennemis. C’est là qu’ils rencontrent Eradan, Andriel et Farin, qui ont été envoyés par Aragorn pour empêcher l’armée d’Agandaûr d’attaquer. Ils collaborent les uns avec les autres, car ils ont le même objectif, et se battent pour se frayer un chemin jusqu’à la citadelle de la ville. Là, Elrohir et son frère enlèvent le sort magique de la porte de la Citadelle, qui protège Agandaûr contre les intrus. À l’intérieur de la citadelle, Eradan, Andriel et Farin tuent Tharzog - chef des Orcs - tandis qu’Elladan et Elrohir combattent Agandaûr. Pendant le combat, Agandaûr a le dessus. Mais quand Eradan, Farin et Andriel arrivent, Agandaûr s’enfuit sur le dos d’une bête de Fell. Elladan et Elrohir retournent à Fondcombe, où Elrond est informé des événements de Fornost.
Ils apparaissent dans Born of Hope, Taurdal connaît la paix pendant un certain temps, jusqu'à ce qu'Elladan et Elrohir arrivent avec des nouvelles de Fondcombe. Ayant senti le danger qui menace à nouveau la région, Elrond a en effet envoyé ses deux fils pour porter son conseil : que Gilraen et Aragorn soient mis en sécurité à Imladris, comme c'est la tradition avec tous les héritiers des chefs des Dúnedain, tandis qu'Arathorn doit mettre en sécurité les Dúnedain.
Avant qu'Arathorn et Gilraen n'arrivent à une décision, les orques attaquent le village. Ils sont repoussés, cependant beaucoup de rôdeurs sont tombés. Arathorn conduit alors les rôdeurs à la poursuite des orques. Arathorn est mortellement blessé. Sans un chef capable de les conduire, les Dúnedain quittent Taurdal et se cachent dans la forêt de Rhudaur, tandis qu'Elladan et Elrohir conduisent Aragorn et Gilraen à Fondcombe.